# Movimiento Nacionalista Tacuara
El Movimiento Nacionalista Tacuara fue una organización política falangista, fascista y neonazi argentina que actuó entre 1957 y 1966. El 4 de abril de 1964, la Policía Federal informó que de enero a noviembre de 1963 los miembros del Movimiento Nacionalista Revolucionario Tacuara habían protagonizado cuarenta y tres hechos terroristas. Vinculado a los sectores más conservadores del movimiento peronista e inspirados directamente por la prédica del sacerdote católico Julio Meinvielle y del sociólogo francés Jacques de Mahieu, Tacuara defendía un ideario de corte fuertemente nacionalista, católico, anticomunista y antisemita.

## Origen
El origen del nombre de esta organización proviene de la revista Tacuara de la Unión Nacionalista de Estudiantes Secundarios (UNES) y hacía referencia a las tacuaras, cañas fuertes usadas como lanzas, instrumento característico de los indígenas que en el siglo XIX se convirtió en un arma típica de los caudillos federales del interior del país. El movimiento fue creado oficialmente a finales de 1957 en el bar La Perla del Once. El grupo inicial estaba conformado por Luis Demharter, Alberto Ezcurra Uriburu, José "Joe" Baxter, Horacio Bonfanti, Oscar Denovi  y Eduardo Rosa. La jefatura recayó en Luis Demharter, pero problemas legales y policiales motivaron que tenga que dejar la escena política. Fue así,  que el mando recayó en Alberto Ezcurra Uriburu. En 1958 el grupo adoptó el nombre completo de Movimiento Nacionalista Tacuara y obtuvo notoriedad en 1958 en los  disturbios provocados contra los partidarios de la educación laica en torno a la sanción de la ley de educación.  La mayoría de sus integrantes eran jóvenes, hijos de familias de la alta y media burguesía de Buenos Aires, que apenas habían terminado el secundario y militaban en la Unión Nacionalista de Estudiantes Secundarios (UNES) -rama de la Alianza Libertadora Nacionalista. Heredaba las formas de la UNES, que tenía una estética e influencias del Fascismo italiano y el Nacionalsocialismo alemán. Un rasgo característico era que entre los integrantes no se tuteaban sino que se trataban de "usted", y usaban el pelo muy corto. La revista Ofensiva, órgano de la Secretaría de Formación de Tacuara, llevaba en su portada un escudo con un águila feudal germana. La bandera del Movimiento Nacionalista Tacuara poseía tres franjas horizontales: las dos de los extremos superior e inferior eran de color negro y simbolizaban  la revolución nacional; la central era roja y representaba la revolución social. Sobre esta franja había una Cruz de Malta celeste y blanca. Sus militantes solían exhibir en sus solapas una cruz de Malta celeste y blanca o la estrella federal de ocho puntas, color rojo punzó, o un crucifijo que colgaba del llavero.
En un principio, el catolicismo fue eje central de la constitución del grupo. Fue justamente la toma de posición de la Alianza Libertadora Nacionalista a favor del régimen peronista y en contra de la Iglesia Católica (materializada en la quema de iglesias), lo que motivó que el grupo estudiantil se escindiera de la Alianza, siendo el Padre Meinvielle, uno de sus principales referentes en lo ideológico.   
Si bien la mayoría de los militantes de Tacuara eran de Buenos Aires, en su momento de mayor auge, esta organización tuvo muchos comandos en diversos puntos del país, especialmente en Rosario, Santa Fe, Mar del Plata y Tandil. A nivel nacional, sus ideas eran difundidas fundamentalmente a través de publicaciones propias y de solicitadas en las diferentes publicaciones nacionalistas del país.  
En las elecciones de 1962, Tacuara presentó candidatos para la Unión Cívica Nacionalista (UCN) en Entre Ríos. La UCN era un pequeño partido nacionalista fundado en la década de 1940 en Córdoba por los hermanos Irazusta. Este prestó a Tacuara un viejo local en la calle Tucumán N.º 415, que se transformó en su sede "histórica". Sin embargo, un grupo liderado por Baxter optó por apoyar al peronismo proscripto.
Ya en los años 60, los miembros de Tacuara comenzaron a vestirse con correaje militares y camisas pardas similares a las de los nazis. También adoptaron el saludo con el brazo extendido y la ceremonia de iniciación herederos de los discursos nazifascistas de décadas anteriores.

## Ideología
El grupo promovía principalmente la restauración de la enseñanza religiosa abolida en los últimos tiempos del gobierno de Juan Domingo Perón y la instauración en Argentina del Estado Nacional-Sindicalista tal como lo entendía el modelo falangista, así como el combate contra el judaísmo y la izquierda. Proclamaban la supremacía de la nación sobre otras cuestiones y se oponían a lo que ellos llamaban la "democracia liberal", admiraban a figuras como la de Benito Mussolini, sostenían la existencia de conspiraciones judías internacionales para dominar el mundo (tales como Los Protocolos de los Sabios de Sion), mientras que sentían una profunda nostalgia por las Potencias del Eje y pesar por su derrota en la Segunda Guerra Mundial. Exaltaba la violencia como forma de movilización permanente. El contacto con algunos criminales nazis exiliados de Alemania después de 1945 reforzó la ideología fascista de la agrupación. Sus miembros poseían un marcado sentimiento antiimperialista, anticapitalista, corporativista y militarista. También resaltaban los valores culturales tradicionales que Hispanoamérica había heredado de España, mientras que despreciaban la cultura francesa que exaltaban los conservadores y liberales argentinos. A su vez, la agrupación sostenía un revisionismo histórico que reivindicaba a Juan Manuel de Rosas (desprestigiado por la educación historiográfica tradicional) repudiando a próceres tales como Sarmiento y Belgrano por considerarlos "masones y liberales". En 1958 la conducción aprobó un Programa Básico Revolucionario que fue repartido en numerosos colegios y que sintetizaba la plataforma ideológica de los tacuaristas. El programa señalaba como objetivo: "la formación de una aristocracia revolucionaria, capaz de desencadenar un proceso insurreccional para instaurar un estado nacional-sindicalista (de corte corporativista y católico), cuyo gobierno sería designado por Cámaras Sindicales que reemplazarían al parlamento". Coadyuvando con ese nuevo Estado, la Iglesia católica y las fuerzas armadas tendrían una enorme importancia, fomentando a través de la educación un « modo de ser marcial» y una « moral católica». El Estado, por su parte, se haría cargo de los sectores económicos estratégicos pero sin anular el derecho a la propiedad. Se declaraba que ya no habría « farsas electorales» (lo que implicaba que no habría elecciones ni partidos políticos) y que la « inmigración sería estrictamente seleccionada y controlada».
No obstante ello, y más allá de un  núcleo de coincidencias básicas, puede afirmarse que no había homogeneidad ideológica entre sus integrantes, lo que explicaría la deriva que muchos de ellos tomarían a partir de la segunda mitad de los años 60 y principios de los 70, hacia posiciones políticas de extrema derecha o de extrema izquierda. El periodista Roberto Bardini, que en su adolescencia fue simpatizante del MNRT, escribió: "Salvo en sus inicios, Tacuara nunca fue una organización ideológicamente homogénea. A pesar de sus férreos códigos, en su interior convivieron –mientras fue posible– varias corrientes nacionalistas. Hubo tendencias semiaristocráticas con nostalgias de los años treinta y tendencias 'plebeyas'; católicas antiperonistas y católicas peronistas; 'fascistoides' y 'socializantes'; golpistas pro militares e insurreccionales populistas. Tampoco faltaron los simpatizantes del anarcosindicalismo".
La revolución en Cuba de 1959 representó un punto de inflexión para los movimientos políticos latinoamericanos y Tacuara no fue la excepción. Este acontecimiento generó sensaciones dispares dentro del movimiento. La tensión entre Cuba y los Estados Unidos provocaba mucha expectativa. Joe Baxter se sentía fascinado por el fenómeno cubano y empezaba a considerar que ese era el camino que él quería seguir. Sin embargo, no fue hasta 1961 que Fidel Castro anunció su opción por el marxismo-leninismo, opción que había negado dentro de su movimiento en declaraciones anteriores. Ezcurra y quienes lo seguían más de cerca se convirtieron en ese entonces en enemigos de la revolución cubana.

### Su relación con laLiga Árabe
En 1962 una delegación de la Liga Árabe se instaló en la Argentina con Hussein Triki (que colaboró con los nazis en la Segunda Guerra Mundial, y trabajó con el aliado de Hitler, el Mufti de Jerusalén, Haj Amin El-Husseini) a la cabeza para comenzar a realizar una campaña publicitaria de hostigamiento contra Israel y el sionismo. Para el cumplimiento de su propósito, logró establecer una alianza con Tacuara y la Guardia Restauradora Nacionalista (GRN), subsidiando sus estructuras y actividades. Era el puente entre los antisemitas locales y los neonazis extranjeros e introductor de la idea de que la “lucha” de estos argentinos era la de los árabes. Se cree que Tacuara fue financiado en parte por la Liga Árabe.
Issa Nakhleh, trabajando con la Liga Árabe, comenzó en 1952 su revista América y Oriente glorificando al Régimeno Nazi de Alemania y difundiendo un discurso de claro antisemitismo. Años más tarde negó abiertamente el holocausto y trabajó con los neonazis.
En 1964, incidente de ejemplo, en un acto organizado por la Liga Árabe en un teatro porteño, militantes de Tacuara gritaban "Mueran los judíos" y "Nasser y Perón, un solo corazón".
Después de deliberar el daño y propagación del odio por Triki,
finalmente fue expulsado en agosto de 1964.

### Divisiones
Entre 1960 y 1963 la organización se escindió por cuestiones ideológicas. La llegada masiva de jóvenes con distintas visiones del mundo -apenas unidos por una vaga concepción nacionalista y un fuerte deseo de acción- fue lo que sumergió al movimiento en un complicado proceso. Muchos de los nuevos militantes simpatizaban con el peronismo, mientras que al mismo tiempo algunos de los viejos líderes escepticistas empezaron un lento proceso de transformación ideológica hacia el peronismo y la izquierda.
Si bien el núcleo fuerte de militantes seguía siendo muy joven, dos figuras se habían convertido en los principales inspiradores intelectuales. Por un lado el sacerdote Julio Meinvielle y por otro el antropólogo francés (y exmiembro de las Waffen SS) Jacques de Mahieu. La convivencia entre estas dos figuras del pensamiento nacionalista fue muy difícil, ya que Mahieu hacía público su apoyo al peronismo, y Meinvielle lo consideraba comunista por el contenido de sus libros El Estado comunitario y La economía comunitaria.  En marzo de 1960, cuando muchos de los militantes de Tacuara, influidos por De Mahieu pasaron a vincularse con la Resistencia Peronista, Meinvielle no pudo tolerar la idea de que el movimiento se vinculara al peronismo y reclamara justicia social para aumentar su popularidad, acusando a su núcleo original de "desviaciones marxistas". Por otro lado, Mahieu había logrado incluir como dogma para Tacuara el concepto de Tercera Posición, común por esa época a distintos movimientos nacionalistas en distintas partes del mundo, pero que en la Argentina había sido desarrollado por el peronismo. Meinvielle consideraba que, en el contexto internacional de la época, era mucho más urgente una actitud pragmática, porque en última instancia, se podría beneficiar a posturas anticristianas (como en su momento, durante la Guerra Fría, se daba con el socialismo y el Bloque soviético) a través de un intento de evasión ante el enfrentamiento político de las ideologías hegemónicas de la modernidad [Derecha política e Izquierda política]. Para Meinvielle era deber del cristiano reaccionar y trascender del espectro político (con ello, considerándose pactar con males menores, como el Bloque occidental, sin por ello ser parte de un mismo conjunto político, en tanto que el Liberalismo estaba condenado por la doctrina católica, siendo imposible y castigado el hacer sincretismo entre ambas doctrinas), no mantenerse neutral, sobre todo ante situaciones de emergencia no solo nacional, si no global, de la Crisis modernista. Así, consideraba inmoral, desde la ética católica y su concepción política, la tercera posición, puesto que, en el orden internacional, se estaba permitiendo que se beneficiaran ideologías anticristianas, pues al tener estas ideologías un carácter universalista, es inevitable asumir un bando, por lo que, la neutralidad favorece a alguno de ellos y aquello sería un "egoísmo nacional", en línea con las condenas de la iglesia al Nacionalismo católico.[cita requerida]
cuando están en juego los restos de civilización en el mundo, no puede permanecer neutral una nación que tiene ligada su existencia y su grandeza a esta civilización Julio Meinvielle (Santos Martínez 1977: 259-260)
Por ese motivo, Meinvielle creó una organización paralela adscripta al nacionalismo más ortodoxo y bautizada como la Guardia Restauradora Nacionalista (GRN). Fue la primera división del grupo y la que mantuvo la línea más dura, ultracatólica y antisemita, cuyo lema era "Dios, Patria y Hogar", mientras que su fuente de inspiración central fue el fundador de la Falange Española, José Antonio Primo de Rivera. Roberto Etchenique y Roberto Estrada fueron los primeros jefes del nuevo movimiento pero al poco tiempo los sucedió en el cargo Augusto Moscoso. Otro de los jóvenes que ocupaban un lugar directivo en la GRN se encontraba Juan Manuel Abal Medina, quien poco tiempo después, y por recomendación de Meinvielle, comenzó a desempeñarse como secretario privado de otro de los principales ideólogos del nacionalismo argentino, el Dr. Marcelo Sánchez Sorondo, editor de la revista "Azul y Blanco". Paradójicamente, y pese al férreo antiperonismo de la GRN, tanto Abal Medina como el propio Sánchez Sorondo terminarían acercándose al peronismo.
Poco más tarde, otro grupo liderado por Dardo Cabo se separó de Tacuara para formar el Movimiento Nueva Argentina (MNA), que luchaba por el regreso de Perón a la Argentina. Fue una de las primeras organizaciones peronistas de derecha en la Argentina. El lanzamiento oficial del nuevo grupo ocurrió el 9 de junio de 1961, en conmemoración del levantamiento del general Juan José Valle cinco años antes.
El 30 de noviembre de 1962, el representante palestino de Arabia Saudita en Organización de las Naciones Unidas Ahmad Shukairy (Shukeiri) saludó a Tacuara, e invitó a que otros adoptaran sus principios fue condenado por varios, incluso por el representante argentino Del Solar de que Shukairy aclamaba a los nazis, diplomáticos árabes avergonzados pidieron que lo destituyeran, (sus cita del New York Times publicado dos meses y medio antes muestra que conocía la naturaleza nazi del grupo especialmente aquel tiempo) y fue despedido a mediados de diciembre de ese año por consiguiente.
Finalmente, en 1963, se produjo la ruptura de mayor importancia. Un sector liderado por Joe Baxter y José Luis Nell creó el Movimiento Nacionalista Revolucionario Tacuara (MNRT), quien, sin abandonar su nacionalismo, rompió con la Iglesia, la derecha y el antisemitismo, para migrar hacia posiciones cada vez más cercanas al marxismo y el peronismo de izquierda, de donde provendrían muchos de los cuadros de las Fuerzas Armadas Peronistas (FAP) y el Peronismo de Base (PB) y, en menor medida, de Montoneros y el Ejército Revolucionario del Pueblo (ERP, en cuya formación participó Baxter).
El escritor uruguayo Eduardo Galeano ya había observado en 1967 en un artículo publicado en el semanario Marcha de Montevideo:

Alberto Ezcurra y su equipo ("mitad monjes, mitad soldados") continuarán presos de los esquemas fascistas tal cual habían llegado de Europa: "O triunfamos y desfilamos victoriosos bajo el Arco de Triunfo, o fracasamos y nos pegamos un tiro en la Cancillería de las ruinas de Berlín", dirá Ezcurra, mientras otros tacuaristas menos místicos pintarán en los muros del cinturón industrial de Buenos Aires carteles heréticos: "Las 62 al poder", "Todo patrón es un ladrón", "La propiedad es un robo" (...), al mismo tiempo que Alfredo Ossorio, Jorge Caffatti y Joe Baxter exaltaban desde las tribunas la epopeya frustrada, pero no olvidada, de los guerrilleros uturuncos de Tucumán.

El cuerpo de milicias, pomposo nombre de los grupos de choque y los comandos de barrio, son los semilleros de la insurrección interna. El proceso se refleja claramente en los nombres que los comandos eligen: 17 de octubre, Primero de Mayo, Lealtad. La invasión de hijos de obreros -estudiantes de escuelas nocturnas y jóvenes operarios de Mataderos, Villa Luro, Dock Sud, Núñez y Boedo- implica un cambio en la composición social de Tacuara. La Cruz de Malta es eliminada de muchas banderas. Jorge Caffatti reúne su comando en el local del Sindicato de Obreros del Tabaco y explica a sus muchachos: "No es casual que estemos aquí y no en otra parte. No se encuentra a los revolucionarios en las sacristías".

A partir de 1960, ciertos autores nacionalistas de izquierda habían empezado a atraer la atención de algunos dirigentes medios de Tacuara. Al enfrentarse con los enemigos reales de la revolución nacional, del brazo de los militantes sindicales peronistas, algunos jóvenes fascistas derribarán los mitos que antes veneraban y se radicalizarán en dirección inversa. El antisemitismo y el anticomunismo sistemáticos, que les ofrecían chivos emisarios sucedáneos de los enemigos reales, dejarán de serles necesarios en la medida en que, al profundizarse, el proceso mismo descubrirá a sus ojos los verdaderos factores de la crisis y el sometimiento del país.

## Operaciones
Tacuara tenía algunos contactos con la policía y algunos exfuncionarios nazis refugiados en la Argentina. Por tal motivo, tenía un acceso fácil a las armas, que en esa época era envidiado por otras organizaciones. Existió también el cobro del "impuesto revolucionario" a muchos comerciantes judíos del barrio porteño de Once cuando eran asaltados, aunque luego estos se organizaron para enfrentar a Tacuara.
En sus inicios Tacuara se caracterizó por las peleas callejeras con otros estudiantes de distintas ideologías. Las riñas abundaron en los secundarios, en buena medida en el conflicto entre laica y libre que enfrentaba a los que querían una educación católica obligatoria y los que no.
En 1959 se produjeron profanaciones en el cementerio judío La Tablada, acompañadas por inscripciones y esvásticas sobre las lápidas. El secuestro en Argentina por parte de los servicios de inteligencia israelíes (MOSSAD) del exjerarca alemán y criminal de guerra nazi Adolf Eichmann, aumentó la ola antisemita de Tacuara, que negaba ser antisemitas por razones raciales, pero sí admitían ser enemigos del judaísmo en la Argentina, al que acusaban de sirvientes del "imperialismo israelí". Esta situación llevó a la DAIA (órgano político de la comunidad judía argentina) a presionar al gobierno para que actuara.
El pico mayor fue el 17 de agosto de 1960, cuando tacuaras del Colegio Nacional Sarmiento atacaron a sus compañeros judíos e hirieron de un tiro a Edgardo Trilnik, de 15 años, durante el acto de homenaje a José de San Martín. Le siguieron meses de bombas –de las explosivas y las de alquitrán– contra sinagogas, colegios e instituciones judías, cientos de pintadas, volanteadas y amenazas.
Por otro lado, surgieron gradualmente ciertos grupos que actuaban en nombre de Tacuara en Buenos Aires y especialmente en el interior del país, pero que en realidad no estaban bajo el control de la central de Tucumán 415 ni sus miembros habían prestado el juramento correspondiente para formar parte del movimiento. En este sentido Ezcurra realizó varias giras por el interior con la difícil misión de disciplinar bajo el comando nacional a los grupos que se llamaban a sí mismos Tacuara. De hecho, en la propia Buenos Aires el crecimiento y la fama de la agrupación era tal que a veces no era posible controlar a todos los individuos que copiaban la vestimenta, el saludo y las consignas de la organización. Muchos pretendían actuar bajo su nombre sin autorización para intimidar o simplemente como una muestra de rebeldía contra la sociedad.
En 1963, el gobierno mediante el decreto 3134/63 prohibió en el territorio nacional toda actividad tanto de Tacuara como de GRN. Sin embargo, la influencia de los servicios de seguridad hizo poco práctico este decreto. De hecho, Tacuara contaba en muchas ocasiones con la plena colaboración de los oficiales superiores de las Fuerzas Armadas, quienes veían en esta nueva agrupación fascista combativa una especie de instrumento que sirviera de "muro de contención" frente al avance del "peligro comunista" y los movimientos juveniles de izquierda, lo que provocó que muchas veces el grupo de Ezcurra recibiera armas y municiones del ejército. Por su parte, la complicidad de algunos cuadros nacionalistas de la policía era evidente cuando dejaban actuar libremente a la organización.

### El atentado contra Graciela Sirota
Uno de los casos más graves de antisemitismo fue el atentado de Graciela Sirota, estudiante de 19 años, quien fuera secuestrada el 21 de junio de 1962 en la ciudad de Buenos Aires en plena vía pública,  mientras esperaba el colectivo para ir a la facultad. La joven relató que fue golpeada, subida a un auto cuando esperaba el colectivo para ir a la facultad y torturada con quemaduras de cigarrillos en todo el cuerpo y que le grabaron  una esvástica con una navaja en el seno derecho. Este caso provocó gran indignación en la sociedad y muchas críticas por la impunidad con la que contaba Tacuara. Fue torturada, según sus captores, como venganza por la captura de Adolf Eichmann, quienes mientras la quemaban con cigarrillos le dejaron grabada una esvástica en el pecho. La Delegación de Asociaciones Israelitas Argentinas (DAIA) realizó la denuncia penal, en la Comisaría 42. Isaac Golberg y Gregorio Faigon, presidente y vicepresidente de DAIA, la hicieron examinar por dos médicos diferentes, uno judío y otro no judío, y usaron estos informes junto al estado psicológico postraumático de la joven para realizar la denuncia policial.
La Policía Federal publicó un comunicado oficial en el que se afirmaba que la joven estaba involucrada en un juego político ideológico.
El MNT reivindicó el secuestro.
Aseguraban que luchaban contra una campaña judía antinacionalista y freudiana.
En «El caso Sirota y el problema judío en la Argentina», el MNT denunciaba la provocación de la colectividad judía al acusar del hecho al nacionalismo argentino, a la vez que pretendía ser un estudio científico del “problema
judío” en el país, donde explicitaba el carácter históricamente demostrable de la relación directa entre comunismo, judaísmo y antiperonismo y responsabilizaba a la comunidad judía argentina por la crisis económica que se vivía en el país en ese momento. Bajo de las autoridades y las fuerzas policiales varias agrupaciones nacionalistas peronistas argentinas cumplían el rol de agitar la lucha anticomunista y contener la movilización popular para cooptar al peronismo gremial.
Después del caso Sirota, la fama de Tacuara creció enormemente. En Nueva York, el Congreso Judío Mundial denunció ante las Naciones Unidas que el líder nazi de Estados Unidos, George Lincoln Rockwell, buscaba conectarse con Tacuara. Al mismo tiempo, el representante de Arabia Saudita ante el organismo internacional saludaba "la cruzada de Tacuara contra el sionismo" y expresaba su deseo de que el movimiento se extendiera por toda Latinoamérica.

### El asalto al Policlínico Bancario
Por otra parte, una fracción del grupo que había girado al peronismo y formado el Movimiento Nacionalista Revolucionario Tacuara (MNRT) cobró fama nacional el 29 de agosto de 1963 tras el asalto sangriento al Policlínico Bancario (llamado internamente Operación Rosaura), cuando un grupo comando mató a dos empleados, hirió a otros tres y se llevó 14 millones de pesos, el equivalente a 100.000 dólares, una fortuna para la época. En el golpe participaron José Luis Nell, Horacio Rossi, Jorge Caffatti, Ricardo Viera, Rubén Rodríguez, Carlos Arbelos y Mario Duahy.
Con el tiempo se recuperó parte de este dinero y se detuvo a algunos de los autores del atraco. Como la numeración de los billetes estaba marcada, fue posible seguir el rastro del dinero, hasta que finalmente la policía descubrió a los verdaderos ejecutores y prácticamente desmanteló la organización. 
La mayoría de los apresados y condenados por el hecho quedaron en libertad en mayo de 1973, cuando el peronismo volvió al poder y el presidente Héctor Cámpora decretó una amplia amnistía para los presos políticos. Algunos pasaron a formar parte de los cuadros de  la agrupación Montoneros, otros de las Fuerzas Armadas Peronistas, y unos pocos se asimilaron al Ejército Revolucionario del Pueblo.
Esta fue la primera acción política armada llevada a cabo por un grupo exclusivamente civil en la historia argentina. En una entrevista que hizo la revista Compañero en septiembre de 1964 a los protagonistas del asalto al Policlínico Bancario presos en las cárceles de Villa Devoto y Avenida Caseros, los miembros del MNRT definieron al sector que se quedó con Ezcurra en el Tacuara original como “un grupo de choque del régimen, caracterizado por una histeria antimarxista”, que en la práctica se transformó “en una colateral de los organismos de represión”. Los prisioneros, que se autodenominaban "peronistas revolucionarios", tomaron distancia del nacionalismo de derecha: 
“Es absurdo trasplantar la solución fascista (inclusive dentro del sistema capitalista, en el cual están encuadrados los nacionalismos de derecha) a los países latinoamericanos, países dependientes y no industrializados, países neocoloniales. Los nacionalistas de derecha son conservadores y no revolucionarios. Tratan de cambiar las instituciones políticas con el objeto de restaurar o preservar el sistema económico y mantener el atraso cultural de las grandes masas, para que la cultura sea expresión exclusiva de las reducidas élites privilegiadas”.

### El asesinato de Raúl Alterman
En 1964, como venganza por la muerte de dos militantes del MNRT y uno de la Juventud Peronista en un confuso incidente sindical en el Plenario de la CGT en Rosario, fue asesinado en la puerta de su casa Raúl Alterman, un joven militante judío de izquierda. Nunca quedó muy claro por qué fue elegido Alterman como blanco del ataque, aunque se supone que su elección fue solo por su condición de judío y socialista.
Luego del asesinato, la organización envió una carta a los padres de Alterman, diciendo: "Nadie mata porque sí nomás; a su hijo lo han matado porque era un perro judío comunista. Si no están conformes que se retiren todos los perros y explotadores judíos a su Judea natal ¿Qué hacen en nuestro país?".
El crimen fue un escándalo nacional e inclusive Joe Baxter, antiguo militante del MNRT, salió en el programa de Bernardo Neustadt para repudiar la ideología nazi de Ezcurra y sus excompañeros de militancia.

## Entrevista a los dirigentes de Tacuara
En octubre de 1962 la revista Mundo Israelita realizó un reportaje conjunto a los dos principales líderes del movimiento Tacuara, Ezcurra y Baxter. El periodista que protagonizó la entrevista, Arie Zafran, fue acompañado por su colega Rogelio García Lupo, quien había trabado una relación con Baxter a partir de que éste, en su trabajo como telefonista internacional del turno nocturno de la compañía estatal de comunicaciones, lo conectara con los medios de prensa del exterior.
La nota, escrita con un clima intimista, describió todas las sensaciones que Zafran tuvo en la casa de Tacuara:

"Llegamos con García Lupo a la casa colonial de la calle Tucumán, donde tiene su sede Tacuara. En la semipenumbra subimos las escaleras que conducen a los altos. Allí nos encontramos, en un corredor, frente a varias puertas herméticamente cerradas. Golpeamos a una de ellas y alguien nos observó por una pequeña mirilla practicada en la puerta. Reconocido mi acompañante, se nos franqueó el acceso a una habitación en la que un calentador de alcohol hacía irrespirable el ambiente. La estancia lucía una más que franciscana pobreza de medios. Sobre una de las paredes se ubicaba un histórico retrato del abrazo de José de San Martín con Bernardo O'Higgins flanqueado por un retrato de Juan Manuel de Rosas y la efigie de José Antonio Primo de Rivera con un escudo de Falange en el ángulo superior derecho. Un joven rubio, que hablaba castellano con un marcado acento alemán, nos invitó a sentarnos. García Lupo lo hizo sobre un sillón cubierto por un poncho rojo, cuyas gradas estaban compuestas íntegramente por esvásticas negras. Yo, a mi vez, sobre un destartalado mueble, cubierto por arpilleras, procedí a acomodarme..."

"Estimé que las edades de los jóvenes que vagaban por el departamento aquel día oscilaban entre los 13 y los 22 años. Uno de ellos era Rodolfo Galimberti. Me asombré de que no se tutearan entre ellos. Ya había pasado una hora desde nuestro arribo. García Lupo, hechas las presentaciones, se había retirado. A la habitación entraban y salían camaradas. Hacían el saludo nazi a su jefe y se retiraban. Pero ahí ya no se podía hablar con tranquilidad. De manera que se decidió continuar el reportaje en un café cercano al comando de Tacuara. Mientras bajábamos las escaleras nuevos imberbes camaradas saludaban a su jefe, quien respondía displicentemente. Los generales no dan demasiada importancia a la venia... Sentados a una mesa comenzó la segunda parte de la entrevista. Baxter y Ezcurra apuraron sus dobles ginebras y respondieron a todas las preguntas del extenso cuestionario..."

"Los dos repitieron durante la entrevista algunos de los latiguillos habituales de Tacuara. Que no eran antisemitas sino antisionistas, porque el sionismo, decían, es una forma de imperialismo. También amenazaron con que el movimiento todavía no había comenzado a agredir y que el día que lo hiciera los resultados serían terribles. A su vez, atacaron verbalmente a la Guardia Restauradora Nacionalista ya que, según ellos, predicaba una especie de nacionalismo conservador, mientras que Tacuara por el contrario representaba el nacionalismo revolucionario. 'Para ellos -explicaron, con respecto a sus ex camaradas escindidos- Nasser es marxista, pero para nosotros es un soldado de la liberación nacional, egipcia y árabe'. El panarabismo decían que era un ejemplo para el movimiento, ya que quería de la misma forma que ellos la unidad latinoamericana. Finalizaron expresando que estaban completamente de acuerdo con la tercera posición tal como Nasser la entiende."

La entrevista tuvo tal repercusión que fue reproducida íntegramente por el periódico estadounidense The New York Times. Pero el tono amable del periodista Zafran y el solo hecho de que Mundo Israelita prestara sus páginas centrales para que se expresaran los líderes de Tacuara causó indignación en algunos sectores de la comunidad judía argentina. La revista Nueva Sion contestó en una nota de tapa que cualquier afán conciliador respecto a Tacuara generaría que los judíos bajasen la guardia, lo que conllevaría un grave peligro, a la vez que expresó en uno de sus artículos, haciendo referencia al Holocausto: "Recuerden que todos aquellos judíos prisioneros del nazismo que, incluso de buena fe, creyeron en la posibilidad de negociar y entenderse con él, en última instancia llevaron como rebaño al matadero a cientos de miles de hermanos y fueron a su vez víctimas de sus ciegas ilusiones"; y se advirtió que Tacuara "emplea las tácticas de la agresión por ahora, porque no tiene suficiente fuerza para recurrir al exterminio".

## Declive
Luego del asalto al Policlínico Bancario y el asesinato de Raúl Alterman, muchos militantes de las fracciones de Tacuara fueron detenidos o entraron en la clandestinidad. Joe Baxter, uno de sus fundadores, después de conocer a Perón, luchar en Vietnam y conocer China, giró hacia la izquierda revolucionaria y terminó siendo uno de los fundadores del ERP, junto con Mario Roberto Santucho. Poco tiempo después murió en un accidente aéreo en Francia.
Posteriormente José Luis Nell se sumó a las FAR-Montoneros. Nell quedaría cuadripléjico luego de que dos balazos le perforaran la espalda en la Masacre de Ezeiza el día del regreso de Perón y dos años después se suicidaría de un disparo en la boca.
Dardo Cabo más tarde se juntaría con el sindicalismo vandorista y se haría famoso por el Operativo Cóndor, donde el 28 de septiembre de 1966, junto a otros diecisiete militantes, secuestró un avión de Aerolíneas Argentinas para llevarlo a las Islas Malvinas y plantar cuatro banderas argentinas. Se transformaría en uno de los dirigentes más importantes de la organización Descamisados, que asesinarían en 1969 al sindicalista Augusto Vandor. Años más tarde, se transforma en el editor de la revista El Descamisado, uno de los medios oficiosos de Montoneros más importantes de la época. Cabo es asesinado por efectivos del ejército, mientras estaba detenido, el viernes 6 de enero de 1977.
A fines de 1964, Alberto Ezcurra Uriburu abandonó la vida política para seguir su vocación sacerdotal y dejó a cargo de la organización a Patricio Collins. 
Otros exmiembros  de Tacuara y de la Guardia Revolucionaria Nacionalista, terminarían, en los años '70, colaborando con la Triple A y con las agrupaciones parapoliciales de derecha que ejercerían la represión estatal durante la década de 1970 o serían colaboradores directos del servicio de inteligencia durante el período de la dictadura. Entre ellos, cabe destacar a Felipe Romeo y José Miguel Tarquini, quienes fueron editor y jefe de redacción, respectivamente, de "El Caudillo", órgano oficial de la Triple A. También Federico Rivanera Carlés, a quien se sindica como parte del "Estado Mayor" de la Triple A y que ya en los años 80 fundaría el Movimiento Nacionalista Social, abiertamente pro nazi. Muchos otros, en contraposición, integraron Montoneros y otras organizaciones armadas revolucionarias, como Rodolfo Galimberti.
En el artículo “Los jóvenes fascistas descubren su país”, publicado en la revista Marcha en 1967, Eduardo Galeano apuntó:
"Del mismo tronco original provienen los tacuaras que terminaron en el peronismo de izquierda y los que se sumaron al peronismo de derecha, los que abrazaron el marxismo-leninismo y los que ofician de guardaespaldas de ciertos burócratas sindicales; los que pintan en los muros, todavía, cruces esvásticas y consejos: 'Degüelle un comunista por día'. De la misma fuente salieron las viudas de Hitler y los devotos de Perón, Mao y Fidel. (...) Definiéndose por lo que rechazaba, pero sin una idea clara de lo que buscaba, de ideología prestada, imprecisa y contradictoria, Tacuara continuó desprendiendo, hasta el fin, subgrupos que se fueron separando como consecuencia de la lucha interna de tendencias [...]. Casi todos los grupos terroristas de derecha que han sobrevivido, provienen de aquella matriz, y dentro del peronismo hay núcleos de todos los matices, desde los marxistas hasta los rosistas, que salieron de Tacuara: todas las posiciones y todas las actitudes reflejan hoy, desde la desintegración, lo que fue aquella heterogénea congregación de jóvenes furiosos unidos por sus mitos y su estilo".